# Maria Leonarda Ranixe
Maria Leonarda Ranixe, nata Francesca Ranixe (Porto Maurizio, 23 giugno 1796 – Diano Castello, 24 maggio 1875), è stata una religiosa italiana venerabile della chiesa cattolica.

## Biografia
Francesca Ranixe nacque il 23 giugno del 1796 a Porto Maurizio (dal 1923 confluita nella città di Imperia), figlia di un calzolaio e di una sarta. A quattordici anni iniziò ad apprendere la professione sartoriale. Fin da giovane si iscrive a numerose confraternite, dichiarandosi a ventitré anni "sposa di Gesù" ed aderendo infine alla confraternita del Monte Calvario.
Nel 1824 i Chierici regolari di San Paolo le misero a disposizione dei locali, in cui aprì una scuola gratuita, a Porto Maurizio, una delle prime femminili della zona. In questo momento della sua vita adotta il nome "Leonarda" in onore di San Leonardo da Porto Maurizio e divenne monaca insegnante, insieme alle altre cinque suore che vivevano allora nel monastero delle clarisse di Porto Maurizio. Assunse la gestione della scuola e la guida della comunità delle monache.
Nel 1848 il consiglio comunale di Porto Maurizio votò il trasferimento della scuola, facendo nascere la nuova congregazione delle Clarisse della SS. Annunziata. La Ranixe entrò nel nuovo convento il 6 maggio 1852.
Nel 1860 Porto Maurizio divenne capoluogo e negli anni seguenti il complesso dell'Annunziata, in cui si trovava la scuola, fu trasformato in una caserma. Il 14 agosto 1864 arrivò l'ordine definitivo. La Ranixe era sempre più anziana e malata, nel 1874 stando a letto riuscì a malapena a seguire i lavori di costruzione della nuova Casa Madre. Morì il 24 maggio del 1875.
Nel 1989 la Chiesa cattolica ha riconosciuto la sua venerabilità, in virtù delle eroiche virtù.